# Isabel Morgan

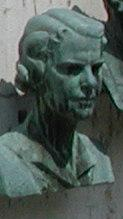
Isabel Morgans Bronzebüste in der Polio Hall of Fame

Isabel Merrick Morgan, auch Morgan Mountain, (* 20. August 1911; † 18. August 1996) war eine US-amerikanische Virologin an der Johns-Hopkins-Universität, die – in einer Forschungsgruppe mit David Bodian und Howard Howe – einen Versuchsimpfstoff entwickelte, der Affen gegen Kinderlähmung schützte. Sie war die Tochter von Thomas Hunt Morgan und Lilian Vaughan Sampson.

## Leben

### Akademischer Werdegang und Arbeit in der Polioforschung
Isabel Morgan machte ihr Examen an der Stanford University und schrieb ihre Dissertation in Bakteriologie an der University of Pennsylvania. Sie ging 1938 zum Rockefeller Institute for Medical Research und forschte im Labor von Peter Olitsky (1886–1964) an Impfstoffen gegen Viruserkrankungen, wie Polio und Pferdeenzephalomyelitis.
1944 schloss sich Morgan – auf Anregung von David Bodian – einer Gruppe von Virologen an der Johns-Hopkins-Universität an und begann mit Versuchen, Affen mit toten Viren gegen Polio zu impfen. Sie züchtete Polioviren im Nervengewebe und tötete sie mit Formaldehyd ab. Nach der Impfung mit den toten Viren konnten die Tiere Injektionen mit lebenden Polioviren in hoher Konzentrationen überstehen.
Morgans Arbeit war ein wesentliches Glied in der Entwicklungskette zu einer Polioimpfung mit abgetöteten Viren, die in der Anerkennung von Jonas Salks Impfung als der allgemein üblichen im Jahre 1955 gipfelte. Ehe Isabel Morgan ihre Forschungsarbeit betrieb, wusste niemand, dass etwas anderes als lebende Viren Schutz vor Kinderlähmung bringen konnte. Morgans Arbeit in der Polioforschung währte nur von 1944 bis 1949, umso bemerkenswerter ist ihre Wirkung in solch kurzer Zeit. Oshinsky betont ihr Zögern, den nächsten logischen Schritt zu wagen, nämlich die Impfversuche beim Menschen.
Ihre Arbeit in der Polioforschung verschaffte ihr hohe Anerkennung unter den Virenforschern.
Im Januar 1958 wurde sie durch Aufnahme in die Polio Hall of Fame in Warm Springs (Georgia) – als einzige Frau neben 16 Männern – geehrt.

### Arbeit im Forschungslabor von Westchester County und im Sloan-Kettering Center
1949 verließ Isabel Morgan Johns Hopkins und heiratete den ehemaligen Luftwaffenoberst Joseph Mountain, der in der Datenverarbeitung in New York beschäftigt war. Das Ehepaar zog nach Westchester County und Isabel Morgan arbeitete in der Forschungsabteilung der County-Verwaltung.
Nach ihrer Heirat nahm Isabel Morgan die Polioforschung nie mehr auf. Sie veröffentlichte jedoch Artikel über Polio in Fachzeitschriften.
Als ihr Stiefsohn Jimmy Mountain bei einem Flugzeugabsturz 1960 ums Leben kam, gab sie ihre Arbeit in der County-Verwaltung auf, studierte Biostatistik an der Columbia University und schloss mit dem Magisterexamen ab. Sie arbeitete dann als Beraterin im Sloan-Kettering Cancer Institute in Manhattan.
Isabel Morgan starb 1996 im Alter von 85 Jahren.